# James Michael Harvey
James Michael Harvey (Milwaukee, 20. listopada 1949.) američki je prelat Katoličke Crkve.
Papa Benedikt XVI. imenovao je Harveyja nadsvećenikom crkve svetog Pavla izvan zidina, jedne od četiri glavne bazilike u Rimu, 23. studenog 2012. godine. Sljedećeg dana papa ga je imenovao kardinalom-đakonom crkve San Pio V a Villa Carpegna.